# 2023 dans la traduction
Cet article présente les faits marquants de l'année 2023 dans la traduction.

## Décès

### Janvier
- 9 janvier : Charles Simic, Poète, essayiste et traducteur américain.
- 25 janvier : Taijirō Amazawa, Poète et traducteur japonais.
- 27 janvier : Yang Yi, Traductrice chinoise.
- 29 janvier : Dmytro Pavlytchko, Poète, traducteur, culturologue et homme politique ukrainien.

### Mars
- 10 mars : Philippe Bouquet, Traducteur de littérature suédoise français.
- 12 mars : Jaume Medina, Philologue, latiniste, écrivain, traducteur et poète espagnol de langue catalane.

### Avril
- 3 avril : Robert Dubuc, Traducteur, linguiste, écrivain et enseignant canadien.

### Mai
- 3 mai : Gérard Bayo, Poète, essayiste et traducteur français.

### Juillet
- 1er juillet : Ahn Junghyo, Écrivain et traducteur littéraire sud-coréen.
- 27 juillet : Keith Waldrop, Poète, romancier, traducteur, éditeur et universitaire américain.
- 28 juillet : Sadok Ben Mhenni, Militant des droits de l'homme, écrivain et traducteur tunisien.
- 30 juillet : Marc Jimenez, Philosophe, traducteur et germaniste français.

### Août
- 2 août : Louis Sanders, Romancier, essayiste et traducteur français.
- 16 août : Pierre Alferi, Écrivain, traducteur et poète français.

### Septembre
- 4 septembre : Guðbergur Bergsson, Écrivain et traducteur islandais.
- 15 septembre : Robert A. Kraft, Traducteur, bibliste et pédagogue américain.
- 22 septembre : Boris Ostanine, Essayiste et traducteur russe.

### Octobre
- 6 octobre : Daniel Giraud, Essayiste, traducteur et poète libertaire français.

### Décembre
- 13 décembre : Jean-Pierre Tennevin, Écrivain, traducteur et illustrateur français.